# Alexander Kaufmann

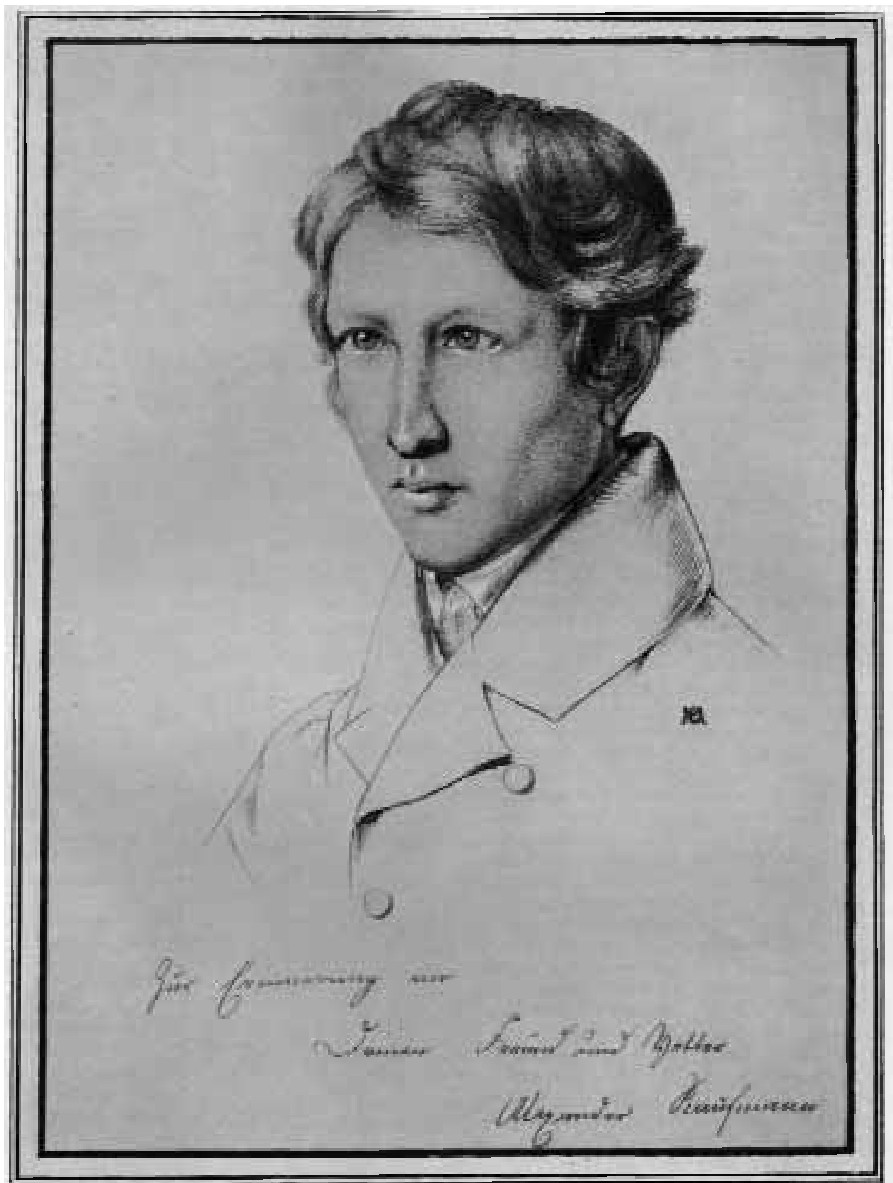
Porträtzeichnung in jungen Jahren

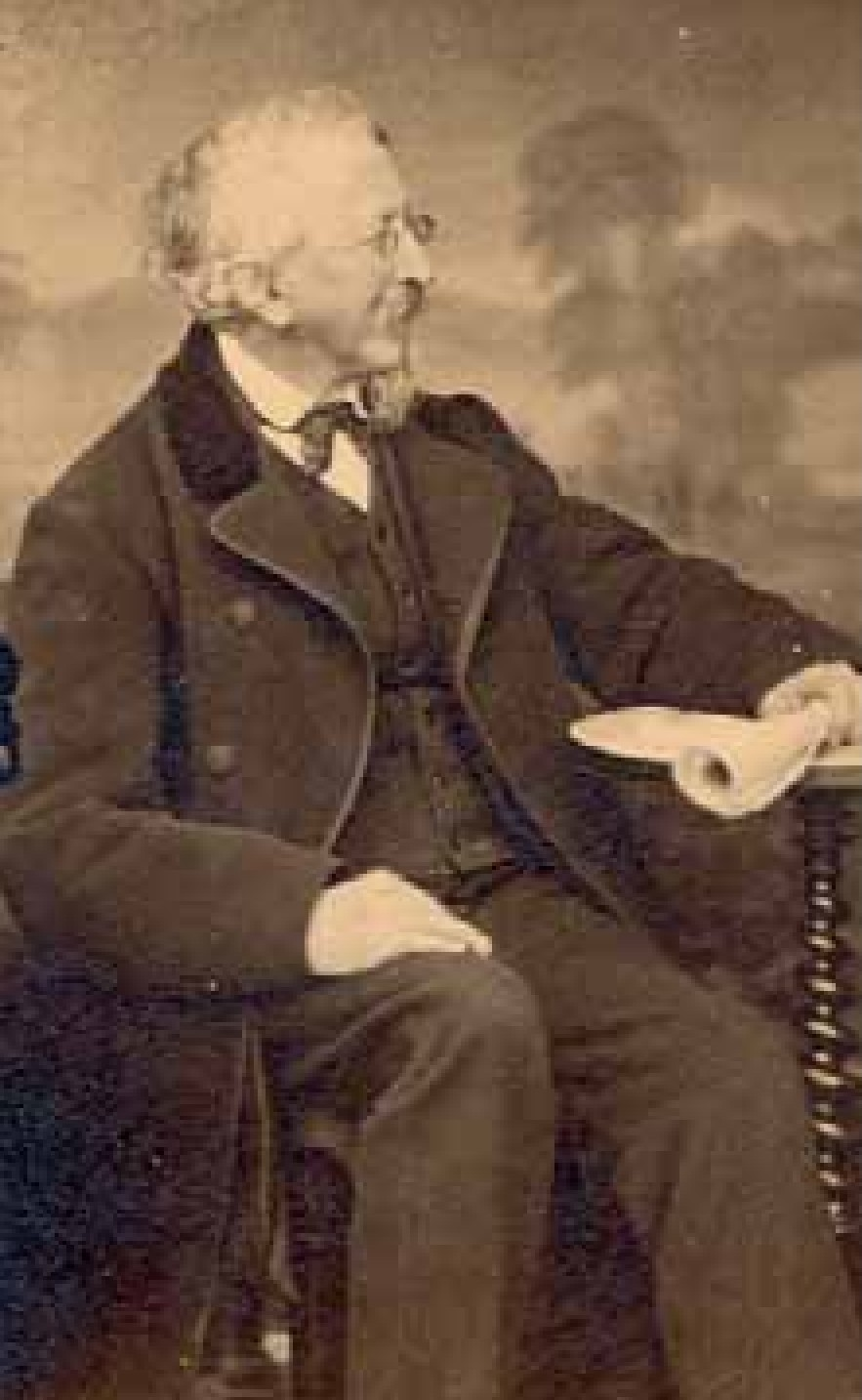
Foto ca. 1880

Franz Alexander Kaufmann, auch Kauffmann, (* 14. Mai 1817 in Bonn; † 1. Mai 1893 in Wertheim) war ein deutscher Schriftsteller und Archivar.

## Leben
Er war Sohn des Beamten Franz Wilhelm August Nepomuk Kaufmann und seiner Frau Maria Josefine Maximiliane von Pelzer. Einer seiner Brüder war Leopold Kaufmann.
Kaufmann studierte ab 1838 Jura an der Universität Bonn, ohne einen Abschluss erreichen zu können. Ab 1850 arbeitete er als Archivar des Fürsten von Löwenstein in Wertheim.

## Ehe mit der Schriftstellerin Mathilde Binder
Am 10. Mai 1857 heiratete er Mathilde Kunigunde Amalia Caroline Binder (1835–1907) aus Nürnberg. Sie war schriftstellerisch tätig und schrieb unter dem Namen „Amara George“.

## Werke
Als Historiker ist Kaufmann durch seine Quellenforschungen über Sagen und zu Caesarius von Heisterbach bedeutend. Er publizierte aber auch viele Beiträge zur fränkischen Geschichte. Daneben veröffentlichte er Gedichte. Noch am Anfang des 20. Jahrhunderts heißt es in Meyers Großem Konversations-Lexikon: "Kaufmann gehört zu den Lieblingsdichtern des Rheinlandes. Seine innigen, frischen und lebensfreudigen Poesien erschienen unter den Titeln: "Gedichte" (1852), "Mainsagen" (1853; die "Quellenangaben" dazu 1862) und "Unter den Reben" (1871)".
- Cäsarius von Heisterbach. Ein Beitrag zur Kulturgeschichte des zwölften und dreizehnten Jahrhunderts. (Köln: Heberle, 1850; 2. Aufl. 1862)
- Thomas von Chantimpré (1899)
- In den Jahrgängen 1888 und 1891 der Annalen des historischen Vereins für den Niederrhein, insbesondere die alte Erzdiöcese Köln erschienen seine reich kommentierten Übersetzungen des Dialogus miraculorum („Dialog über die Wunder“) von Caesarius von Heisterbach.
- (Redakteur) Kunst & Literatur. Mit Beiträgen der berühmtesten Künstler und Dichter der Gegenwart. – Düsseldorf : Arnz, 1855.

## Nachlass
Kernbestand des im Staatsarchiv Wertheim aufbewahrten Nachlasses ist der ausgedehnte Briefwechsel mit etwa 500 Korrespondenzpartnern in rund 3260 Schreiben auf rund 9170 Seiten (1836 bis 1869).